# Hyracodontidae

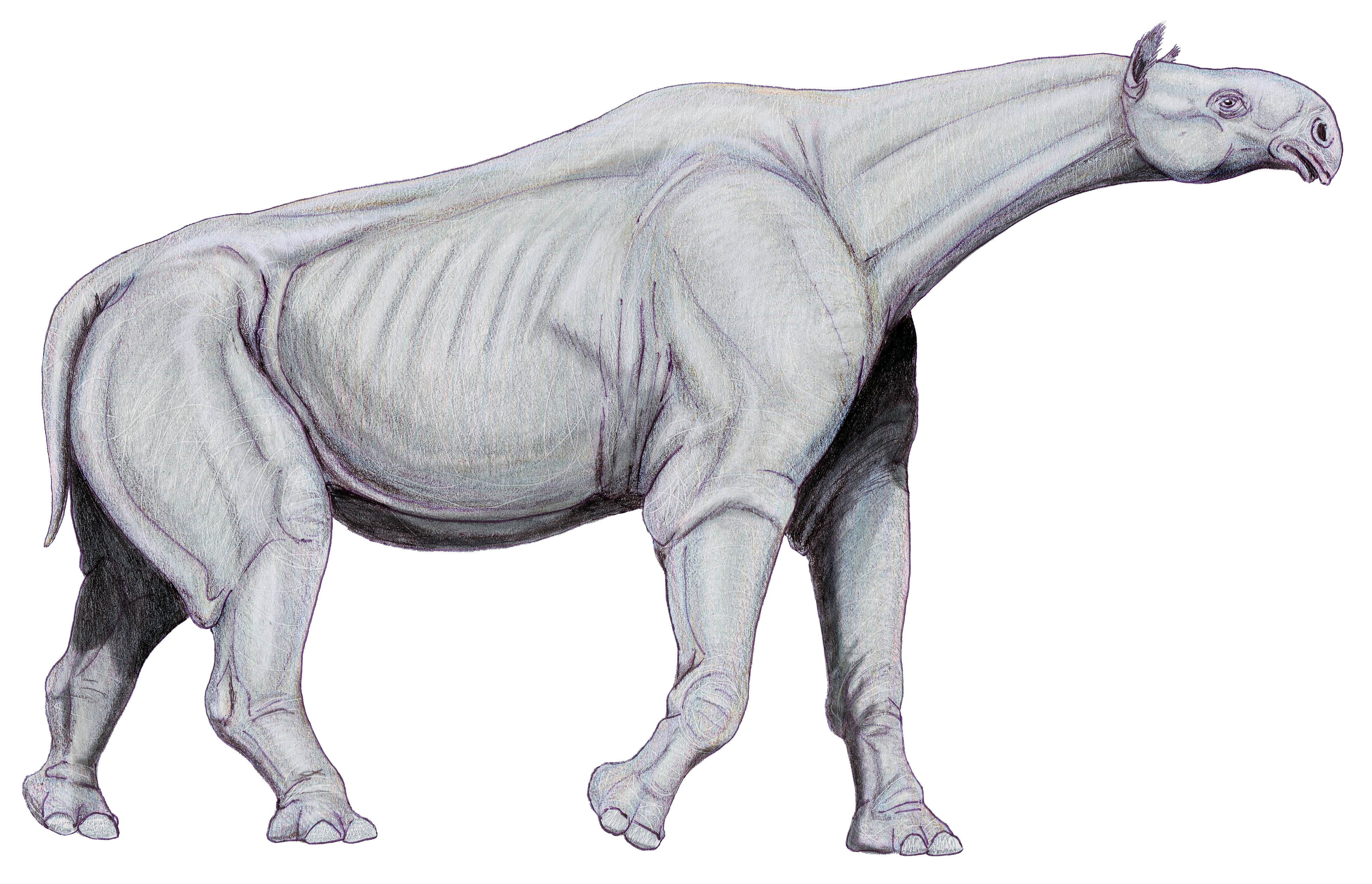
Paraceratherium

Los hiracodóntidos (Hyracodontidae, del griego: "dientes de damán") son una familia extinta de perisodáctilos prehistóricos del suborden ceratomorfos, que vivieron entre el Eoceno Superior y el Mioceno Inferior. Tenían miembros largos y carecían de cuernos. Estaban emparentados con los rinocerontes actuales. De los Rhinocerotoidea del final del Eoceno y principios del Oligoceno, más pequeños y rápidos, unas especies evolucionaron hacia animales rápidos que vivían en manadas como los actuales antílopes y otras especies evolucionaron a los mamíferos terrestres de mayor tamaño de todos los tiempos, Indricotheriinae o Paraceratheriinae, como Paraceratherium, que ocuparon el nicho ecológico de las jirafas.

## Generalidades
Los hiracodóntidos vivieron en las selvas de Kazajistán, Pakistán y suroeste de China, una región costera en aquella época.
Los paleotéridios de la familia Palaeotheriidae son considerados ancestros de Selenida, Tapiromorpha e Hippomorpha. Aunque actualmente la familia está clasificada en la línea evolutiva de los Equus, es probable que sean los parientes más próximos e incluso los ancestros de los Hyracodonotidae. Se trata de animales cuadrúpedos del Eoceno, hace de 60 a 45 millones de años. Hyracotherium era un pequeño herbívoro del tamaño de un zorro, tenía cuatro dedos en las patas delanteras y tres en las traseras, protegidos por pezuñas, siendo el central más largo, como en los antas actuales. Se parecía al condilartro Phenacodus; tenía una dentición completa, con premolares trituberculados y molares cuadrados bunodontos con dos crestas transversales. La locomoción, en las formas primitivas, era digitígrada.
Los hiracodóntidos, también llamados "rinocerontes corredores", presentaban adaptaciones enfocadas hacia la velocidad en carrera, y se habrían parecido más a los caballos que a los actuales rinocerontes. Los hiracodóntidos más pequeños tenían el tamaño de un perro mediano; el mayor, el Indricotherium, desprovisto de cuernos, se cree que habría sido el mayor mamífero terrestre en pisar el planeta, con siete metros de altura, diez de longitud, y pesando unas 15 t. Como las jirafas, se alimentaba de las hojas de los árboles, y se extendió por todo el continente euroasiático durante el Eoceno medio hasta el Mioceno Inferior.
Los nombres de estas familias hacen referencia al Hyrax o damán, por el parecido con estos animales paenungulados, con los que no están relacionados y con los cuales se pensó en un principio que sí lo estaban.
En el registro evolutivo de numerosos grupos de mamíferos aparecen una y otra vez formas similares a las de los caballos y los caballos primitivos, especialmente entre los meridiungulados; debe suponerse que esta estructura es muy adecuada para ramonear en los bosques y en las praderas: unas patas largas y ágiles y un cuello largo, con un cráneo alargado.

## Taxonomía

### Subfamilias
- †Hyrachyinae
- †Indricotheriinae
- †Hyracodontinae
- †Triplopodinae
- †Eggysodontinae

### Géneros
- Allacerops
- Aprotodon
- Ardynia
- Benaratherium
- Caenolophus
- Dilophodon
- Eggysodon
- Eotrigonias
- Epitriplopus
- Forstercooperia
- Hyrachyus
- Hyracodon
- Indricotherium
- Juxia
- Paraceratherium
- Pataecops
- Proeggysodon
- Prohyracodon
- Rhodopagus
- Triplopus
- Urtinotherium

## Filogenia
|               | Amynodontidae (†)                                                     |
|               |                                                                       |
| Rhinocerotida | \| \| Hyracodontidae (†) \| \| \| \| \| \| Rhinocerotidae \| \| \| \| |
|               | \| \| Hyracodontidae (†) \| \| \| \| \| \| Rhinocerotidae \| \| \| \| |
|               | Hyracodontidae (†)                                                    |
|               |                                                                       |
|               | Rhinocerotidae                                                        |
|               |                                                                       |

|  | Hyracodontidae (†) |
|  |                    |
|  | Rhinocerotidae     |
|  |                    |